# Витланд (Северна Дакота)
Витланд (енгл. Wheatland) насељено је место без административног статуса у америчкој савезној држави Северна Дакота.

## Демографија
По попису из 2010. године број становника је 68, што је 8 (13,3%) становника више него 2000. године.
| Група             | 2000.       | 2010.      |
| Белци             | 60 (100,0%) | 67 (98,5%) |
| Афроамериканци    | 0 (0,0%)    | 0 (0,0%)   |
| Азијати           | 0 (0,0%)    | 0 (0,0%)   |
| Хиспаноамериканци | 0 (0,0%)    | 0 (0,0%)   |
| Укупно            | 60          | 68         |